# Jawcze
Jawcze (ukr.  Явче) – wieś na Ukrainie, w obwodzie iwanofrankiwskim, w rejonie rohatyńskim.
Z Jawcza pochodzi Łukasz Solecki, polski duchowny katolicki, biskup przemyski.